# Aquilegia ecalcarata
Aquilegia ecalcarata és una espècie de planta fanerògama que pertany a la família de les ranunculàcies.

## Morfologia
A. ecalcarata té les seves tiges d'1 a 4, 20 a 60 cm d'alçada, a vegades pot arribar a créixer pel voltant dels 80 cm d'alçada; amb escassa difusió pubescent, sovint ramificades apicalment. Té diverses fulles basals, biternades, el pecíol fa entre 7 a 15 cm; el limbe foliar del seu revers són escassament pubescents o glabres, glabres al seu anvers; els folíols laterals obliquament ovats, desigualment dividits en dues parts; el folíol central àmpliament obovat a flàccid, entre 1,5 a 4 x 1,5 a 3,6 cm, dividit en tres parts i trilobulat, i segments amb 2 0 3 dents obtusos. A la tija normalment en fan entre 1 a 3 fulles. Fan inflorescències cimoses de 2 a 6 flors. Les flors fan entre 1,5 a 2,8 cm de diàmetre. El seu pedicel fa 6 cm i és pubescent. Els seus sèpals són de color porpra, estretament ovats, de 10 a 14 × 4 a 6 mm. Els pètals són de color porpra, suberectes, oblongs i el·líptics, gairebé tan llargs com els sèpals. L'esperó de la flor és absent. Els estams amiden la meitat de llargs dels pètals i les anteres són negres i oblongues. Els estaminodis són lineals, d'uns 4 mm. Té 4 o 5 pistils, poc piloses o glabres. Els fol·licles fan entre 8 a 11 mm; els estils són persistents de 3 a 5 mm. Les llavors fan uns 1,5 mm. La seva floració es produeix entre maig i juny, i fructifiquen entre juny i agost.

## Distribució i hàbitat
La distribució natural d'Aquilegia ecalcarata es troba a les províncies xineses de Gansu, Guizhou, Henan, Hubei, Ningxia, Qinghai, Shaanxi, Sichuan i a l'est de Xizang, i creix en els boscos escarpats, matollars, vessants coberts d'herbes, al costat de carreteres, entre els 1800 fins als 3500 m.

## Taxonomia
Aquilegia ecalcarata va ser descrita per Carl Johann (Ivanovič) Maximowicz i publicat a Flora Tangutica 20, pl. 8, f. 12, a l'any 1889.
Etimologia
Aquilegia: nom genèric que deriva del llatí aquila = "àguila", en referència a la forma dels pètals de la qual se'n diu que és com l'urpa d'una àguila.
ecalcarata: epítet
Basiònim
- Semiaquilegia ecalcarata (Maxim.) Sprague & Hutch.[2]